# The Mauritanian
The Mauritanian (en español, El mauritano) es una película de drama legal de 2021 dirigida por Kevin Macdonald a partir de un guion escrito por MB Traven, Rory Haines y Sohrab Noshirvani. La película está basada en las memorias recopiladas en el libro Guantanamo Diary (2015), de Mohamedou Ould Slahi, una historia real de la experiencia de Slahi tras estar retenido durante catorce años sin cargos en el Campo de detención de Guantánamo. La película está protagonizada por Tahar Rahim, Jodie Foster, Shailene Woodley y Benedict Cumberbatch.
La cinta fue estrenada en Estados Unidos el 12 de febrero de 2021 por STXfilms. En el Reino Unido, donde todos los cines fueron cerrados debido a la Pandemia de COVID-19, el estreno previsto se canceló y la película se estrenó en Amazon Prime Video el 1 de abril de 2021. Recibió críticas mixtas de los críticos, con especiales elogios para las actuaciones de Rahim y Foster. En la 78.ª entrega de los Globos de Oro, la pareja fue nominada a Mejor actor - Drama y Mejor actriz de reparto, respectivamente, con Foster ganando. En la 74.ª edición de los Premios de Cine de la Academia Británica BAFTA, la película recibió cinco nominaciones, incluyendo Mejor película.

## Sinopsis
La película sigue a Mohamedou Ould Slahi (Tahar Rahim), quien es capturado por el Gobierno de los Estados Unidos y languidece en el Campo de detención de Guantánamo sin cargos ni juicio. Perdida toda esperanza, Slahi encuentra aliados en la abogada defensora Nancy Hollander (Jodie Foster) y su asociada Teri Duncan (Shailene Woodley). Juntos, se enfrentan a innumerables obstáculos en una búsqueda desesperada de justicia. Su controvertida defensa, junto con la evidencia fabricada descubierta por el formidable fiscal militar, el teniente coronel Stuart Couch (Benedict Cumberbatch), finalmente revela una conspiración impactante y de gran alcance.

## Reparto
- Tahar Rahim como Mohamedou Ould Slahi
- Jodie Foster como Nancy Hollander
- Shailene Woodley como Teri Duncan
- Benedict Cumberbatch como el Teniente Coronel Stuart Couch
- Zachary Levi como Neil Buckland
- Saamer Usmani como Arjun
- Corey Johnson como Bill Seidel
- Denis Ménochet como Emmanuel
- David Fynn como Kent

## Producción
La película fue anunciada en noviembre de 2019. Kevin Macdonald firmó como director, con Benedict Cumberbatch, Jodie Foster, Tahar Rahim y Shailene Woodley como protagonistas. El rodaje comenzó el 2 de diciembre en Sudáfrica. En diciembre de 2019, Zachary Levi se unió al elenco de la película.
La película se conocía originalmente como Guantánamo Diary en sus primeras etapas de desarrollo, y como Prisoner 760 durante la producción, antes de ser descrita como «sin título» en posproducción. En noviembre de 2020, se reveló que el título era The Mauritanian.

## Lanzamiento
En agosto de 2020, STX Entertainment adquirió los derechos de distribución de la película en los Estados Unidos. STX International lanzó la película en el Reino Unido e Irlanda y prevendió los derechos de distribución internacional en el American Film Market en noviembre de 2019. La película se estrenó en los Estados Unidos el 12 de febrero de 2021 en los cines, con un lanzamiento digital a partir del 2 de marzo de 2021.

## Recaudación
Al 1 de abril de 2021, la película ha ganado $835,724 a nivel nacional y $ 2,500,000 a nivel internacional, para un total global de $3,335,724 dólares.
En su primer fin de semana, la película ganó $163,789 dólares en 245 salas de cine y $179,778 dólares durante el fin de semana largo de cuatro feriados del Día de los Presidentes en los Estados Unidos. En su segundo fin de semana de estreno, la película recaudó $137,072 dólares en 287 salas de cine. En su tercer fin de semana, la película cayó apenas un 12,3% y ganó $120,192 dólares. En su cuarto fin de semana, la película ganó $90,004.

## Recepción
En el sitio web del agregador de reseñas Rotten Tomatoes, el 73% de las 153 reseñas críticas fueron positivas, con una calificación promedio de 6.6 sobre 10. El consenso de los críticos del sitio web dice: "The Mauritanian adopta un enfoque frustrantemente genérico de una historia de la vida real que podría haber sido inspiradora en otras manos, pero la actuación de Tahar Rahim eleva el material desigual». Según Metacritic, que tomó una muestra de 30 críticos y calculó una puntuación media ponderada de 54 sobre 100, la película recibió «críticas mixtas o medias».

## Premios y nominaciones
| Premio                             | Categoría                                         | Nominado                                  | Resultado | Ref(s) |
| ---------------------------------- | ------------------------------------------------- | ----------------------------------------- | --------- | ------ |
| AARP Movies for Grownups Award     | Mejor Actriz de Reparto                           | Jodie Foster                              | Ganador   | [ 17 ] |
| British Academy Film Award         | Mejor Película                                    | The Mauritanian                           | Nominado  | [ 18 ] |
| British Academy Film Award         | Mejor Película Británica                          | The Mauritanian                           | Nominado  | [ 18 ] |
| British Academy Film Award         | Mejor Actor                                       | Tahar Rahim                               | Nominado  | [ 18 ] |
| British Academy Film Award         | Mejor Guion Adaptado                              | M.B. Traven Rory Haines Sohrab Noshirvani | Nominado  | [ 18 ] |
| British Academy Film Award         | Mejor Fotografía                                  | Alwin H. Küchler                          | Nominado  | [ 18 ] |
| Casting Society of America         | Logro destacado en Película Independiente - Drama | The Mauritanian                           | Nominado  | [ 19 ] |
| Golden Globe Awards                | Mejor Actor - Drama                               | Tahar Rahim                               | Nominado  | [ 20 ] |
| Golden Globe Awards                | Mejor Actriz de Reparto                           | Jodie Foster                              | Ganador   | [ 20 ] |
| Heartland Film                     | Premio Truly Moving Picture                       | Kevin Macdonald                           | Ganador   | [ 21 ] |
| London Film Critics' Circle Awards | Película del Año                                  | The Mauritanian                           | Nominado  | [ 22 ] |
| London Film Critics' Circle Awards | Director del Año                                  | Kevin Macdonald                           | Nominado  | [ 22 ] |
| London Film Critics' Circle Awards | Actor del Año                                     | Tahar Rahim                               | Nominado  | [ 22 ] |
| Women Film Critics Circle Awards   | Mejor Actor                                       | Tahar Rahim                               | Nominado  | [ 23 ] |
| Women Film Critics Circle Awards   | Mejor Heroína de Acción                           | Jodie Foster                              | Nominado  | [ 23 ] |